# Megan Guarnier
Megan Guarnier, née le 4 mai 1985 à Glens Falls dans l'État de New York, est une ancienne coureuse cycliste américaine. Elle est championne des États-Unis sur route à trois reprises : en 2012, 2015 et 2016. En 2016, elle remporte le Tour d'Italie, la course par étapes références du circuit féminin. La même année, elle est lauréate de la première édition de l'UCI World Tour. Elle remporte également les Strade Bianche en 2015 et se classe à trois reprises troisième de la Flèche wallonne.

## Biographie
Durant sa jeunesse, Megan Guarnier pratique la natation pendant 13 ans, jusqu'au niveau national. Elle est contrainte d'arrêter ce sport à cause de blessures récurrentes à l'épaule. Elle passe alors au triathlon, puis au cyclisme. De 2004 à 2007, elle court au sein de l'équipe du Middlebury College, où elle fréquente Ted King, futur cycliste professionnel, et les vététistes Lea Davison et Spencer Paxson. Elle en sort lauréate summa cum laude d'un diplôme de premier cycle en neuroscience.
En 2008, Megan Guarnier court pour l'équipe ProMan, avec l'équipe nationale des moins de 23 ans. En 2009, elle rejoint l'équipe française Bourgogne Cyclisme Féminin et réside à Limoux. Avec celle-ci, elle gagne le Grand Prix d’Amancey  et se classe deuxième de Cholet-Pays de Loire. Elle souffre cependant de l'éloignement et de la barrière de la langue.

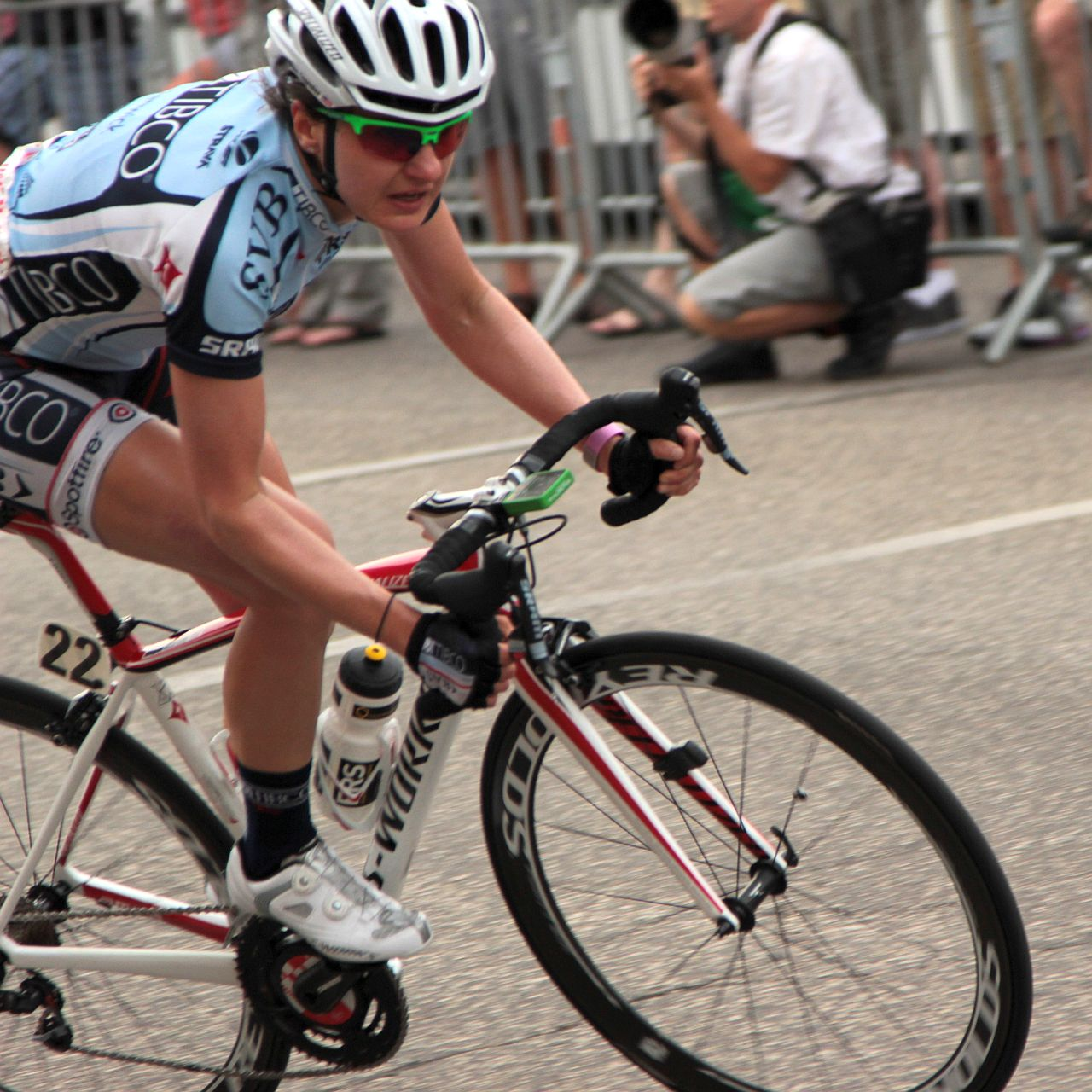
Au Nature Valley Grand Prix 2012

En 2010, elle est appelée par Linda Jackson pour intégrer l'équipe américaine Tibco, évoluant au niveau international. Avec cette équipe, elle gagne en 2011 le Tour de Toscane féminin-Mémorial Michela Fanini, sa principale victoire sur le circuit international. Durant l'année 2012, Megan Guarnier gagne Redlands Bicycle Classic avec Tibco-To the Top. Au printemps, elle est septième de la Flèche wallonne, une manche de la Coupe du monde. Elle court en Europe avec l'équipe des États-Unis, qu'elle aide à obtenir des points permettant d'accroître le nombre de qualifiées aux Jeux olympiques de Londres. Malgré une victoire au championnat des États-Unis sur route, elle n'est pas sélectionnée pour ces Jeux. En fin de saison, elle dispute le championnat du monde sur route, dont elle prend la 33e place.

### Rabo Women (2013)
En 2013, Megan Guarnier rejoint l'équipe néerlandaise Rabo Women, numéro un mondiale, dont la leader est la championne du monde et olympique Marianne Vos. Elle est deuxième du Circuit Het Nieuwsblad derrière Tiffany Cromwell. Elle joue surtout un rôle d'équipière durant la saison.

### Leader au Tour d'Italie (2014)
En mai, aux Jeux panaméricains, Megan Guarnier remporte la médaille de bronze sur l'épreuve du contre-la-montre, puis deux jours plus tard l'argent sur la course en ligne. Elle termine deuxième des Championnats des États-Unis.
Elle se présente au Tour d'Italie en tant que leader de sa formation. Sur la première étape, elle prend la cinquième place. L'étape suivante lui permet de remonter de la huitième à la cinquième place du classement général. Elle perd ensuite du temps dans l'étape six, rétrogradant à la dixième place. La huitième étape lui permet de se replacer, elle y termine cinquième et remonte à la septième place du classement général, place à laquelle elle termine la course.

### Championne des États-Unis et Strade Bianche (2015)
En 2015, elle participe aux Strade Bianche. Au bout de 58 km un groupe de leaders se détache, puis dans les derniers secteurs en terre, se scinde en deux. Les cinq coureuses à l'avant sont : Megan Guarnier, Elizabeth Armitstead, Elisa Longo Borghini, Ashleigh Moolman-Pasio et Anna van der Breggen. Profitant de la supériorité numérique de l'équipe, l'Américaine attaque dans le final et s'impose en solitaire. Sur la Flèche wallonne, elle fait partie des meilleures dans la côte de Cherave et attaque le mur de Huy dans le groupe de tête. Elle termine troisième. Sur la course en ligne des championnats des États-Unis, elle se retrouve dans le groupe de tête dans le final. Elle profite de l'échappée de sa coéquipière Evelyn Stevens pour s'économiser. Elle se montre ensuite la plus rapide du groupe de quatre qui se disputent la victoire et est donc sacrée pour la deuxième fois championne des États-Unis.

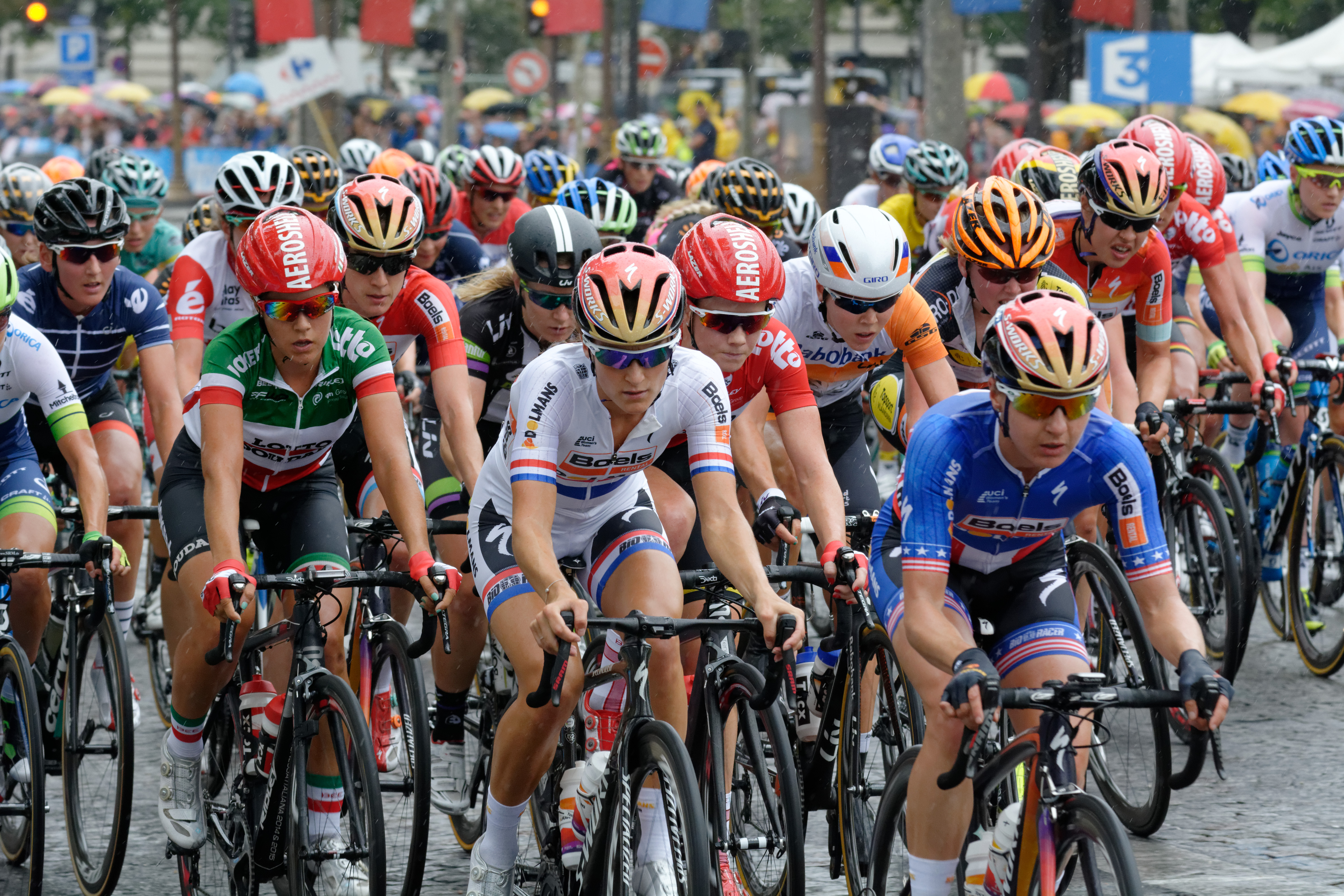
En tête du peloton avec son maillot de championne des États-Unis sur la Course

Au Tour d'Italie, sur la deuxième étape, Megan Guarnier se trouve dans le groupe de tête et se montre la plus rapide au sprint. Elle s'empare du maillot rose. Elle est ensuite deuxième des cinquième, sixième et septième étapes, les deux fois derrière des fugitives : respectivement Pauline Ferrand-Prévot, Mayuko Hagiwara et Lucinda Brand. Elle prend la tête du classement par points à la fin de la sixième étape, mais Lucinda Brand le récupère après la septième. Megan Guanier se classe de nouveau deuxième du contre-la-montre de la huitième étape derrière Anna van der Breggen jusque-là deuxième du classement général et qui la dépossède du maillot rose. Sur la dernière étape qui est une arrivée au sommet, Megan Guarnier finit quatrième. Mara Abbott gagne l'étape et s'empare de la deuxième place au classement général de Megan Guarnier pour treize secondes. Cette dernière est finalement troisième et vainqueur du classement par points.
Lors du Tour de Norvège, elle attaque à cinquante kilomètres de l'arrivée durant la première étape et est accompagnée d'Amanda Spratt. Elle la bat au sprint et prend la tête du classement général. La deuxième et dernière étape se terminant par un sprint, l'Américaine remporte le classement général de l'épreuve. 
Au Grand Prix de Plouay, elle se montre très active en attaquant à de nombreuses reprises. Elle assiste Lizzie Armitstead qui s'impose finalement. Megan Guarnier se classe quatorzième.
Sur l'épreuve en ligne des championnats du monde, elle suit Lizzie Armitstead dans la dernière ascension avant de finir troisième du sprint.

### Giro et numéro un mondial (2016)

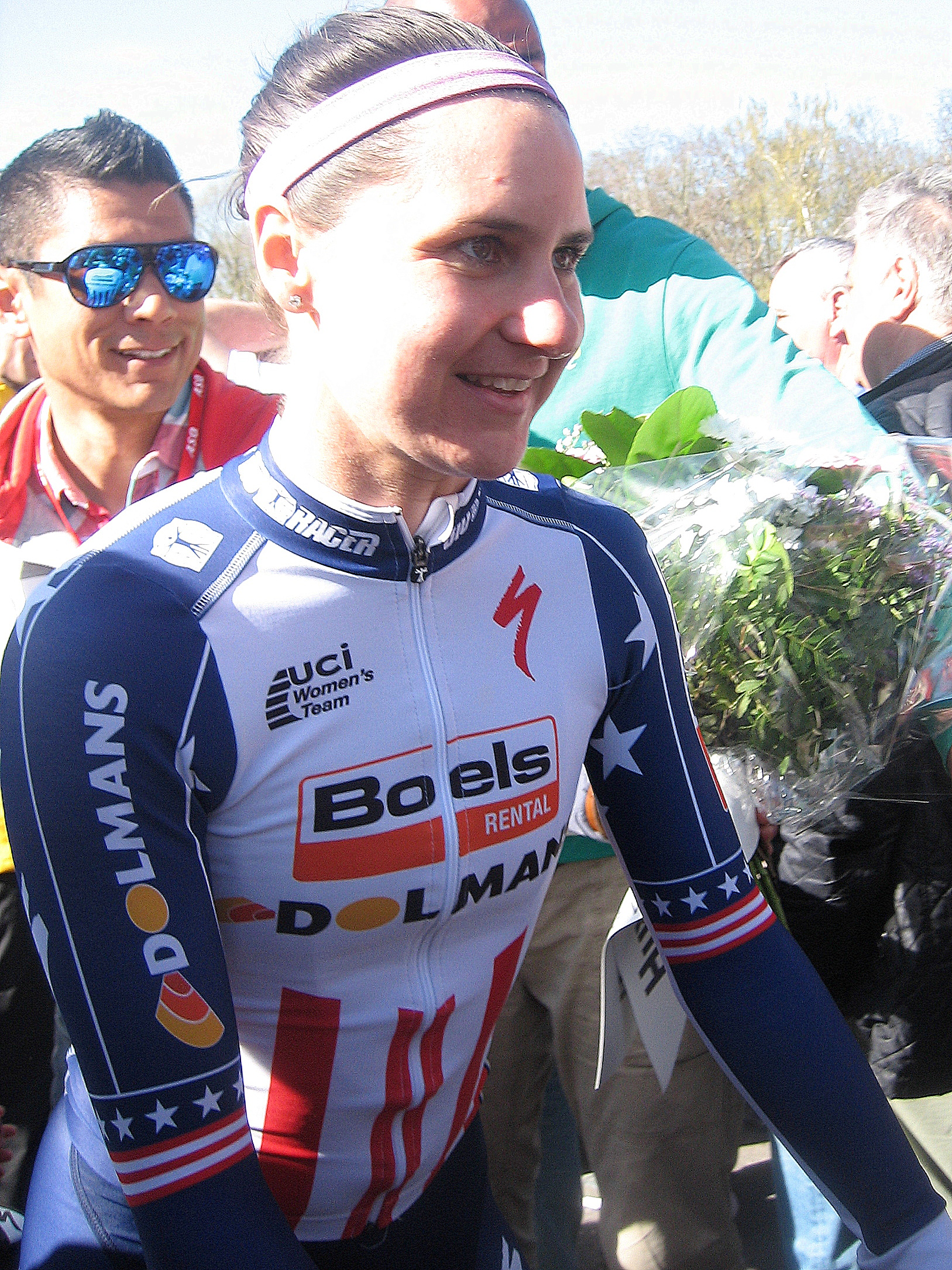
À la Flèche wallonne

Au Trofeo Alfredo Binda-Comune di Cittiglio, à vingt-cinq kilomètres de l'arrivée, dans la montée vers Orino, un groupe de huit coureuses dont Megan Guarnier se détache. Il prend rapidement un avantage de plus d'une minute sur ses poursuivantes. Jolanda Neff attaque ensuite à Cuvio. Dans l'ultime ascension vers Orino, Elizabeth Armitstead, également de l'équipe Boels Dolmans, a du mal à suivre et perd du terrain. Elle revient sur le groupe au sommet et profite de l'effet de surprise pour attaquer aussitôt. Elle reprend la Suissesse à trois kilomètres de l'arrivée et la surclasse au sprint. Megan Guarnier rattrape Jolanda Neff dans l'emballage final et se classe donc deuxième.
Au Tour des Flandres, sur le Kanarieberg, Megan Guarnier et Pauline Ferrand-Prévot hausse le rythme et font la sélection. Megan Guarnier est finalement quatrième de l'épreuve dominée par sa formation. 
L'équipe participe à l'Emakumeen Saria et à l'Emakumeen Euskal Bira dans le Pays basque. Sur la première épreuve, Megan Guarnier s'échappe avec Elisa Longo Borghini, puis la devance au sprint. Sur la deuxième, Megan Guarnier est neuvième du prologue. Sur la difficile deuxième étape, Megan Guarnier termine deuxième juste derrière Emma Johansson et remonte à la même place au classement général. Sur le sprint massif de la troisième étape, elle finit cinquième. Sur la dernière étape, un groupe d'échappée dangereux au classement général se forme sur la fin du parcours, obligeant la formation Wiggle High5 à travailler. Au sprint, Megan Guarnier se montre la plus rapide. Elle est deuxième de l'épreuve.
À la Flèche wallonne, sept athlètes se détachent dans la côte de Cherave : Anna van der  Breggen, Katarzyna Niewiadoma, Evelyn Stevens, Megan Guarnier, Elisa Longo Borghini, Alena Amialiusik et Katrin Garfoot. Sur le replat, la première place une accélération. Elle est marquée par Evelyn Stevens. Les deux coureuses se disputent la victoire. Derrière, Megan Guarnier vient compléter le podium,.
Au Tour de Californie, Megan Guarnier remporte la première étape en se montrant la plus rapide dans l'ascension finale. Le lendemain, la formation Boels Dolmans termine deuxième du contre-la-montre par équipes, six secondes derrière l'équipe Twenty16-Ridebiker. Megan Guarnier conserve ainsi son maillot de leader tandis qu'Evelyn Stevens remonte à la troisième place du classement général. L'équipe contrôle ensuite les deux dernières étapes. Le classement général ne change plus. Megan Guarnier gagne également le classement par points de l'épreuve. Elle remporte ensuite le championnat des États-Unis sur route en devançant au sprint un peloton très éparpillé. À la Philadelphia Cycling Classic, la course se décide dans la dernière ascension du mur de Manayunk. Karol-Ann Canuel emmène Megan Guarnier qui se trouve seule à mener encore loin de la ligne. Elisa Longo Borghini et Alena Amialiusik sont les seules à parvenir à suivre dans un premier temps avant de devoir céder face à la championne américaine à environ cent cinquante mètres de l'arrivée. Le 23 juin, sa sélection pour les Jeux olympiques de Rio est annoncée.
Au Tour d'Italie, Megan Guarnier et Evelyn Stevens prennent le départ de la course avec le statut de favorites,. Sur le prologue, la première se classe quatrième. Le lendemain, les deux suivent l'attaque d'Elisa Longo Borghini et de Katarzyna Niewiadoma bientôt rejointe par cinq autres coureuses. Au sprint, Megan Guarnier est battue par Giorgia Bronzini. Elle s'empare néanmoins des maillots rose et cyclamen. Dans le final escarpé de la deuxième étape, Megan Guarnier se fait légèrement décrocher et perd sa première place au classement général aux dépens de sa coéquipière.  La cinquième étape comporte l'ascension du col du Mortirolo. Dans ses pentes, Mara Abbott puis Emma Pooley accélèrent. La première passe au sommet avec deux minutes d'écart sur Emma Pooley et quatre sur Evelyn Stevens. Toutefois, la première chute et perd une grande partie de son avantage, la seconde, piètre descendeuse, se fait rejoindre par le groupe de Megan Guarnier. À l'arrivée, l'Américaine est quatrième de l'étape et deuxième du classement général derrière Mara Abbott,. Le lendemain, tout se joue dans l'ultime ascension. Dans la montée vers le sanctuaire Mara Abbott multiplie les accélérations, mais n'a pas de succès. Anna van der Breggen attaque plus loin et n'est suivie que par Megan Guarnier. Evelyn Stevens revient et contre les deux coureuses. Megan Guarnier attaque ensuite Anna van der Breggen. Finalement, Evelyn Stevens remporte l'étape devant sa coéquipière. Au classement général, Megan Guarnier devient leader devant Mara Abbott et Evelyn Stevens,,. Sur le contre-la-montre, Megan Guarnier est quatrième et conserve son maillot rose aux dépens d'Evelyn Stevens vainqueur de l'étape,,,. Sur la dernière étape, les favorites se marquent et Megan Guarnier remporte ainsi son premier Tour d'Italie. Elle gagne également le classement par points. Megan Guarnier est désormais quasiment assurée de remporter le classement final de l'UCI World Tour féminin.
Lors de la course en ligne olympique, elle ne parvient pas à suivre le rythme imprimé par Mara Abbott dans l'ascension de la Vista Chinesa. Après la descente, elle se trouve avec Marianne Vos, Ashleigh Moolman-Pasio et Evelyn Stevens. Elle se classe onzième de l'épreuve.
Elle termine la saison à la première place du classement UCI, ce qui est une première pour une Américaine, en plus de celui de l'UCI World Tour. Elle est désignée coureuse de l'année par le site cyclingtips.

### Une saison marquées par les chutes (2017)

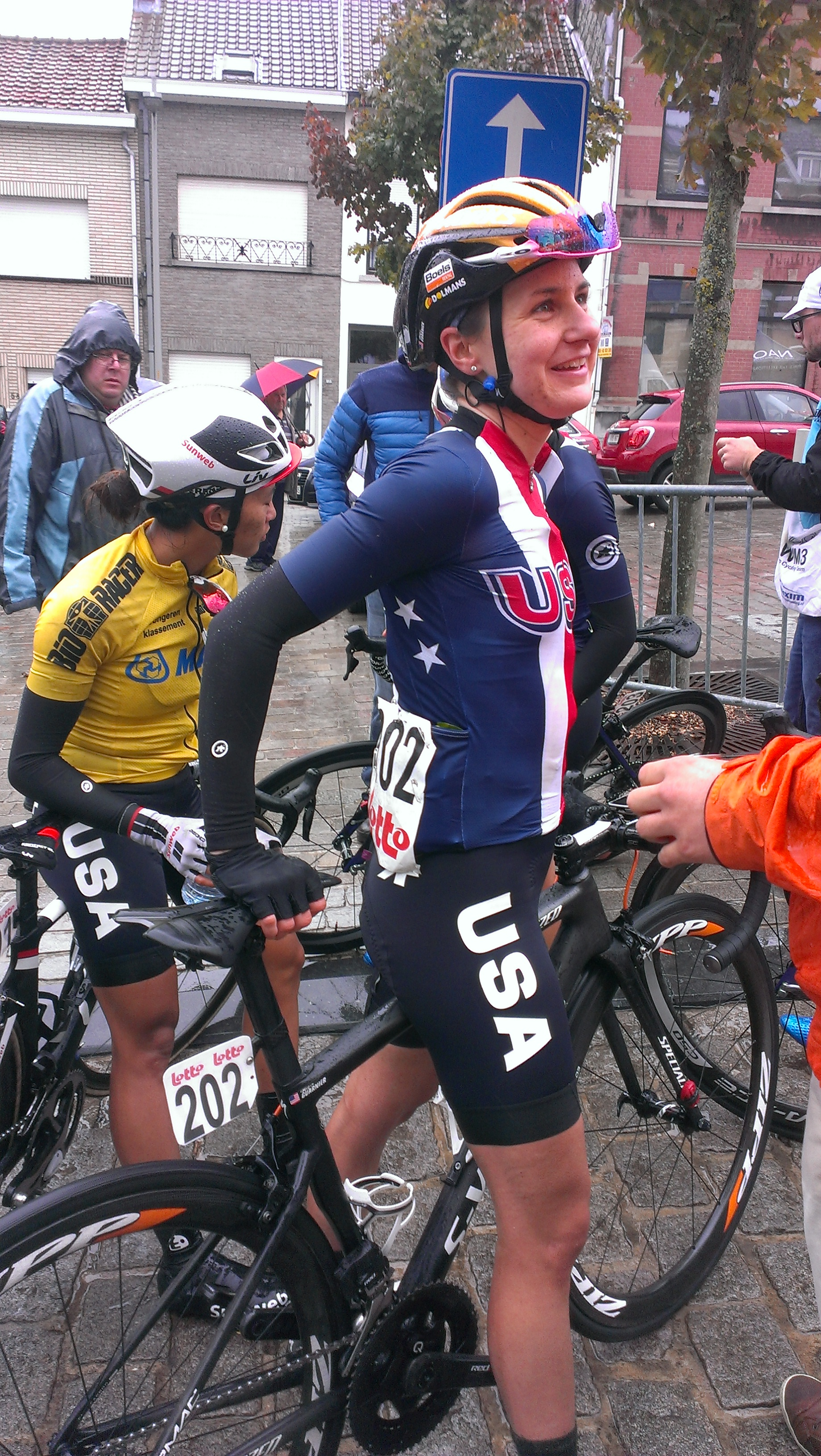
Au Tour de Belgique

Elle chute durant le circuit Het Nieuwsblad. Souffrant encore lors des Strade bianche, elle est contrainte à l'abandon. Elle revient à la compétition pour l'Amstel Gold Race.
Au Tour de Californie, sur la première étape, au pied de la dernière montée de l'étape, Amy Pieters  place une attaque et provoque une sélection dans le peloton. Sa coéquipière Karol-Ann Canuel part ensuite, mais l'équipe UnitedHealthcare est vigilante. Enfin, Anna van der Breggen et Megan Guarnier sortent du peloton. Cette dernière remporte l'étape,.
Sur le Tour d'Italie, la formation remporte le contre-la-montre par équipes inaugural. Le lendemain, elle finit cinquième de l'étape passant par l'ascension de la Forcella où Anna van der Breggen, Annemiek van Vleuten et Elisa Longo Borghini ont pris deux minutes à leurs poursuivantes. Elle est alors quatrième du classement général,,. Elle gagne une place sur la quatrième étape, mais la reperd le lendemain sur le contre-la-montre individuel. Elle est troisième de la huitième étape. Sur la dernière étape, les favorites s'isolent en haut du Vésuve. Megan Guarnier remporte le sprint du groupe,,. Elle est finalement quatrième du classement général final. 
Elle se classe ensuite quatrième de La course by Le Tour de France. La semaine suivante, Amalie Dideriksen se classe septième du sprint massif à la RideLondon-Classique.  Au Tour de Norvège, Megan Guarnier se classe cinquième du prologue. Sur la dernière étape, le sprint est confus, Ellen van Dijk est en tête puis est dépassée dans les derniers mètres par Megan Guarnier. Cette dernière remonte à la deuxième place du classement général par la même occasion.
Aux championnats du monde du contre-la-montre par équipes, elle fait partie de la composition de l'équipe Boels Dolmans. L'équipe passe en tête de la côte. Toutefois, elle perd vingt-sept secondes sur la formation Sunweb entre ce point et l'arrivée. L'équipe doit donc se contenter de la médaille d'argent. Sur la course en ligne, elle chute à deux tours de l'arrivée dans la descente de Salmon Hill. Elle se brise la mâchoire sur le coup.

### Dernière saison (2018)

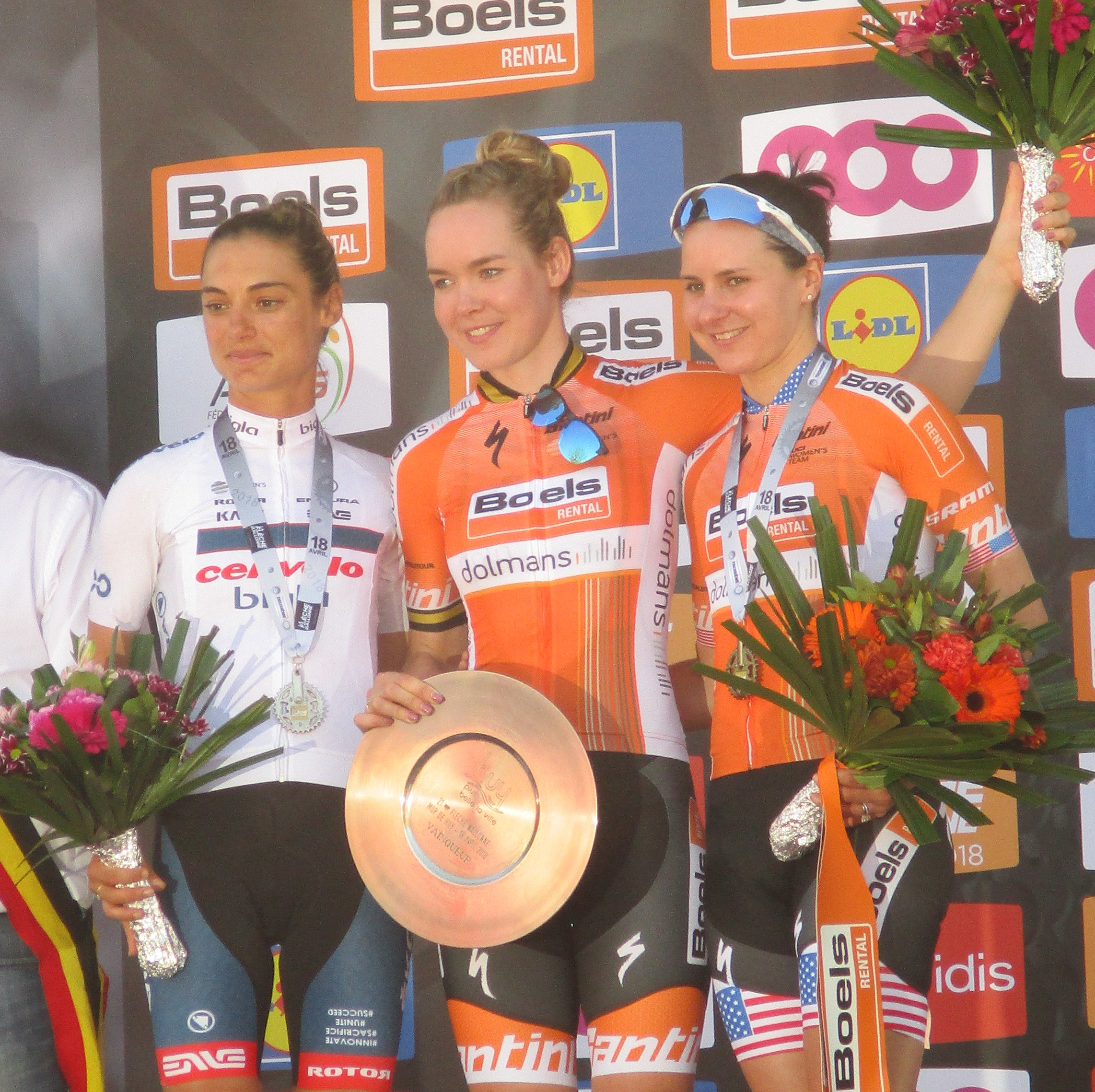
Sur le podium de la Flèche wallonne

À la Flèche wallonne, dans le premier passage de la côte de Cherave, Pauline Ferrand-Prévot attaque. Elle est suivie par Megan Guarnier, Janneke Ensing et Amanda Spratt. Elles passent ensemble le mur de Huy et comptent quarante-cinq secondes d'avance au kilomètre quatre-vingt-quatorze. Le groupe d'échappée aborde en tête le mur de Huy. Megan Guarnier parvient à se maintenir avec les meilleures et se classe troisième,. Au Tour de Yorkshire, sur la deuxième étape, Megan Guarnier utilise l'arrivée en côte pour s'imposer avec quatorze secondes d'avance. Elle gagne le classement général par la même occasion,.
Au Tour d'Italie, la formation Boels Dolmans se classe troisième du contre-la-montre par équipes, douze secondes derrière la Sunweb,. Sur la troisième étape, Megan Guarnier est retardée par une chute dans le final hors des trois derniers kilomètres. Elle perd une minute au classement général,. Megan Guarnier prend la cinquième place de la cinquième étape,. Sur la première arrivée au sommet, elle est quatrième, trente deux secondes derrière Amanda Spratt, partie seule,. Elle prend la même place sur le contre-la-montre en côte. Elle est alors sixième du classement général,. Sur la neuvième étape arrivant au Zoncolan, Megan Guarnier ne peut suivre le rythme imprimé par Ashleigh Moolman et Annemiek van Vleuten. Elle est cinquième au sommet, mais à quatre minutes de la Néerlandaise. Elle remonte à la cinquième place du classement général,. Sur l'ultime étape, elle fait partie du groupe de tête et finit quatrième et reste cinquième du classement général,.
Fin août, elle annonce mettre un terme à sa carrière à la fin de l'année. Elle se classe seizième de la course en ligne des championnats du monde.

## Palmarès

### Palmarès année par année
| - 2009 - 2e de Cholet-Pays de Loire - 2010 - Mount Hamilton Classic - Tour de Nez : - Classement général - Prologue - 2e de la Nevada City Classic - 2011 - Cat's Hill Classic - Tour de Toscane féminin-Mémorial Michela Fanini - 1re étape de la Joe Martin Stage Race - 2e de la Joe Martin Stage Race - 2012 - Championne des États-Unis sur route - Redlands Bicycle Classic : - Classement général - Prologue - 6e étape du Nature Valley Grand Prix - 3e du Ronde van Gelderland - 3e de la Cascade Classic - 7e de la Flèche wallonne - 2013 - 2e du Circuit Het Nieuwsblad - 2014 - Médaillée d'argent de la course en ligne des championnats panaméricains - 2e du championnat des États-Unis sur route - Médaillée de bronze du contre-la-montre des championnats panaméricains - 3e du contre-la-montre par équipes de l'Open de Suède Vårgårda - 7e du Tour d'Italie - 8e du Tour des Flandres - 10e du Trofeo Alfredo Binda-Comune di Cittiglio - 2015 - Championne des États-Unis sur route - Strade Bianche - 1re étape du Tour de Nouvelle-Zélande (contre-la-montre par équipes) - 1re étape de l'Emakumeen Bira - Tour d'Italie : - Classement par points - 2e étape - Tour de Norvège : - Classement général - 1re étape - 2e du Tour de Nouvelle-Zélande - Médaillée de bronze au championnat du monde sur route - 3e de la Flèche wallonne - 3e du Tour d'Italie | - 2016 - Vainqueure de l'UCI World Tour - Championne des États-Unis sur route - Tour d'Italie : - Classement général - Classement par points - Emakumeen Saria - 4e étape de l'Emakumeen Euskal Bira - Tour de Californie : - Classement général - 1re étape - Philadelphia Cycling Classic - 2e du Trofeo Alfredo Binda-Comune di Cittiglio - 2e de l'Emakumeen Euskal Bira - 2e de la Pajot Hills Classic - 3e de la Flèche wallonne - 4e du Tour des Flandres - 5e du Grand Prix de Plouay - 6e des Strade Bianche - 2017 - 1re étape du Tour de Californie - 1re (contre-la-montre par équipes) et 10e étapes du Tour d'Italie - 3e étape du Tour de Norvège - Médaillée d'argent du championnat du monde du contre-la-montre par équipes - 2e du Tour de Norvège - 4e du Tour d'Italie - 4e de La course by Le Tour de France - 2018 - Tour de Yorkshire : - Classement général - 2e étape - 2e du championnat des États-Unis sur route - 3e de la Flèche wallonne - 5e du Tour d'Italie - 5e de La course by Le Tour de France - 6e du contre-la-montre par équipes du Tour de Norvège - 8e de Liège-Bastogne-Liège - 10e du Tour des Flandres |

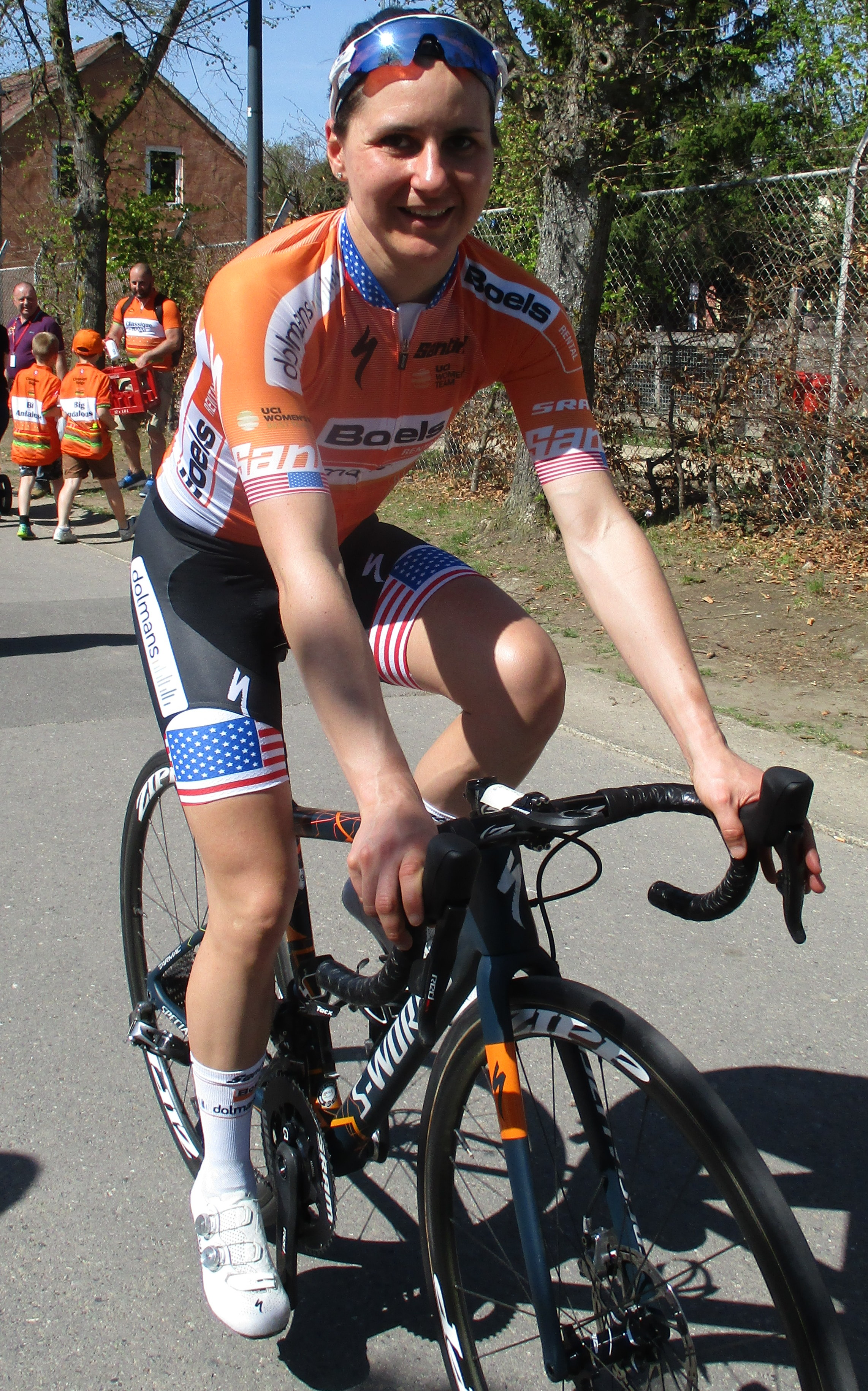
À l'arrivée de la Flèche wallonne 2018

### Classements mondiaux
| Année          | 2011 | 2012 | 2013 | 2014 | 2015 | 2016 | 2017 | 2018 |
| Classement UCI | 34e  | 36e  | 52e  | 26e  | 8e   | 1re  | 20e  | 18e  |
| Coupe du monde | 110e | 48e  | 66e  | 18e  | 17e  | -    | -    | -    |
| UCI World Tour | -    | -    | -    | -    | -    | 1re  | 12e  | 14e  |

### Résultats sur les grands tours

#### Tour d'Italie
7 participations :
- 2009 : 70e
- 2013 : 15e
- 2014 : 7e
- 2015 : 3e, vainqueure du  classement par points et de la 2e étape
- 2016 :  Vainqueure du classement général et du  classement par points
- 2017 : 4e, vainqueure de la 1re (contre-la-montre par équipes) et de la 10e étape
- 2018 : 5e